# ابن أرفع رأس

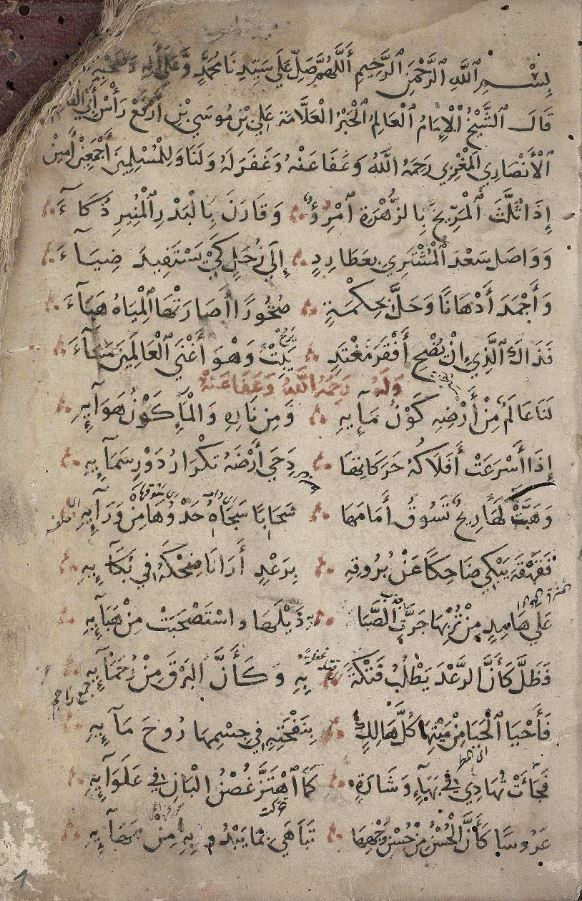
نسخة مخطوطة من «شذور الذهب» - خزانة جامعة لايبتزغ.

علي بن موسى بن خلف  وهو أبو الحسن بن موسى بن أبي القاسم الأنصاري الجيان مشهور بابن أرفع رأس (أو رأسه) (515 - 593 هـ / 1121 - 1197 م) عالم كيمياء وشاعر من الأندلس، قيل في وصفه: «شاعر الحكماء وحكيم الشعراء». نظم كتابه ((شذور الذهب في صناعة الكيمياء))، وقد قالوا فيه: ((إذا لم يعلمك صنعة الذهب علمك صنعة الأدب)).

## أعماله
أشهر أعماله «شذور الذهب في الإكسير» وهو كتاب شِعر يتضمن قصائد مرتبة على الحروف، شرحه الجلدكي، وسماه: «غاية السرور»، قال فيه: «استوعب فيه جميعَ الحكمة المطلوبة، والنِّعمة المرغوبة». ومن أبيات قصيدة له نظمها على قافية الزاي:
| ابن أرفع رأس | فشتَّانَ بين اثنينِ، هذا مكوكب * يدورُ، وهذا مركزٌ للمراكزِ وإنهما عند الحكيمِ لواحدٌ * لأنهما من واحدٍ متمايزِ فهذا على هذا يدورُ، وهذه * لها مركزٌ راسٍ بقدرةِ راكزِ وبينهما ضدانِ، عالٍ وسافلٌ * بقاؤُهما فردينِ ليس بجائزِ وبينهما جسمٌ مشفٌّ كأنه * من اللُّطفِ فيما بينهم غيرُ حاجزِ فأعجِبْ بها من أربعٍ حال بعضها * إلى بعضها عن نسبةٍ في الغرائزِ فراسِبُها السُّفليُّ كوَّن جسمَه * لنا من غليظِ الصاعدِ المتمايزِ | ابن أرفع رأس |